# Indian Institute of Technology di Bombay
L'Indian Institute of Technology di Bombay (in hindī भारतीय प्रौद्योगिकी संस्थान मुम्बई, Bhāratīya praudyogikī saṃsthāna Mumbaī) è un'università pubblica indiana situata a Mumbai, nel Maharashtra.

## Ricerca
- Dipartimento di Chimica
- Dipartimento di Design Industriale (IDC)
- Dipartimento di Elettrotecnica
- Dipartimento di Energia Scienza e Ingegneria
- Dipartimento di Fisica
- Dipartimento di Informatica Scienza e Ingegneria
- Dipartimento di Ingegneria Aerospaziale
- Dipartimento di Ingegneria Civile
- Dipartimento di Ingegneria Gestionale
- Dipartimento di Ingegneria Chimica
- Dipartimento di Matematica
- Dipartimento di Meccanica
- Dipartimento di Scienze della Terra